# Jesse Norman
Pour les articles homonymes, voir Norman.
Alexander Jesse Norman, né le 23 juin 1962 à Londres, est un homme politique britannique, membre du Parti conservateur.
De 2019 à 2021, il est secrétaire financier du Trésor. 
Il siège à la chambre des Communes pour Hereford & South Herefordshire depuis le 6 mai 2010.

## Biographie

### Chambre des Communes britannique
Diplômé de l'université d'Oxford et de l'université de Londres, Norman est cadre chez Barclays jusqu'en 1997 avant de s'impliquer dans des fondations caritatives promouvant l'éducation en Europe de l'Est. Il est élu député à la chambre des Communes pour la circonscription d'Hereford & South Herefordshire en 2010. Il est réélu en 2015 et 2017.
Norman est président de la commission d'enquête parlementaire de la Culture, des Médias et du Sport de 2015 à 2016. Lors du référendum sur l'appartenance du Royaume-Uni à l'Union européenne, il ne fait pas publiquement part de son vote.

### Carrière ministérielle
Nommé ministre d'État au département des Transports le 12 novembre 2018 par la première-ministre Theresa May, il devient Paymaster-General et secrétaire-financier du Trésor le 23 mai 2019, succédant à Mel Stride.
Lors de l'entrée en fonction du gouvernement de Boris Johnson le 24 juillet 2019, il est maintenu en tant que secrétaire-financier du Trésor. Oliver Dowden, également ministre d'État au bureau du Cabinet, récupère le titre de Paymaster-General.

### Vie privée
Marié avec Kate Bingham depuis 1992, ils ont deux fils et une fille.

## Résultats électoraux

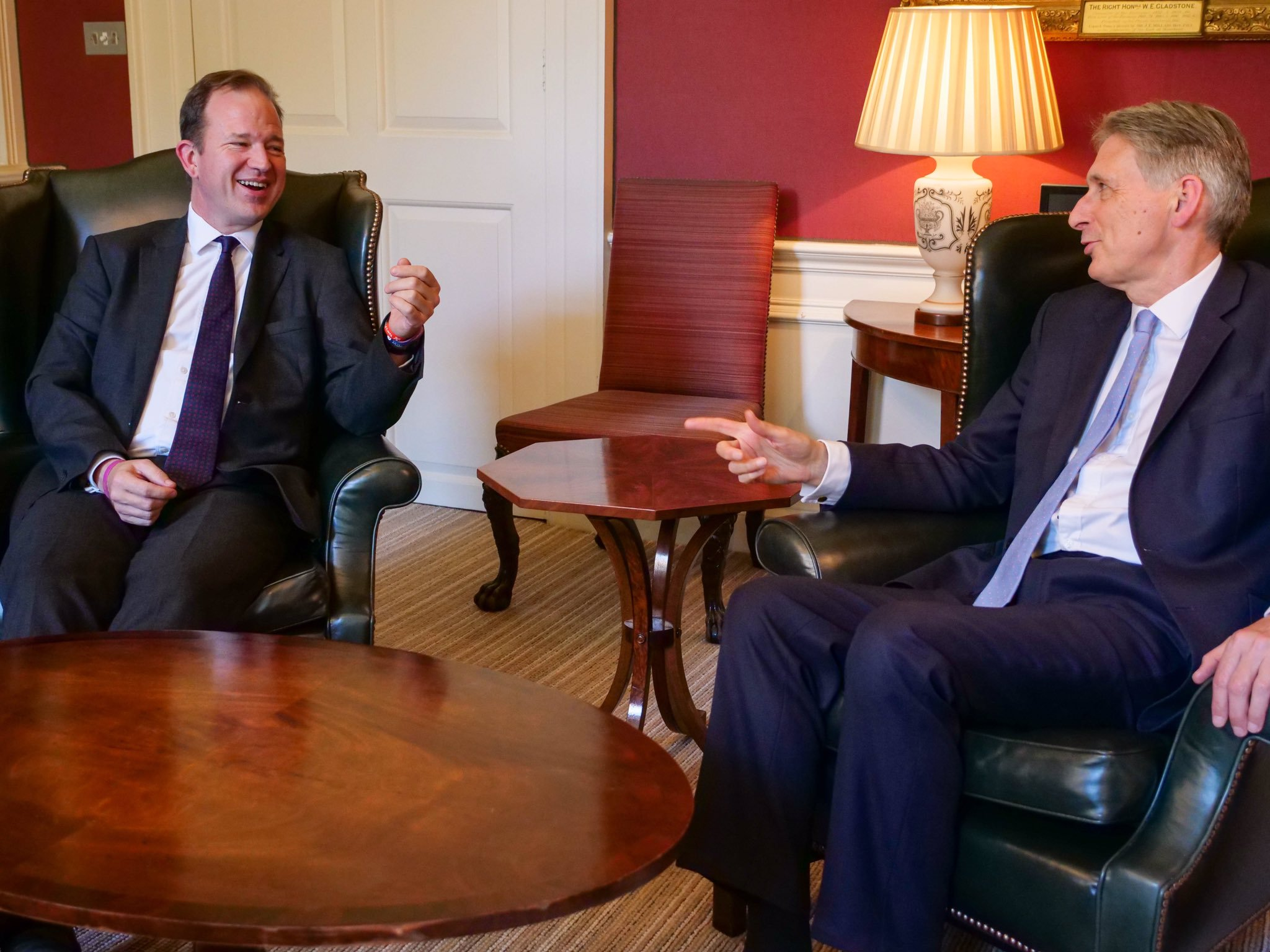
Jesse Norman en 2019 avec l'ex-chancelier Hammond